# Storybox

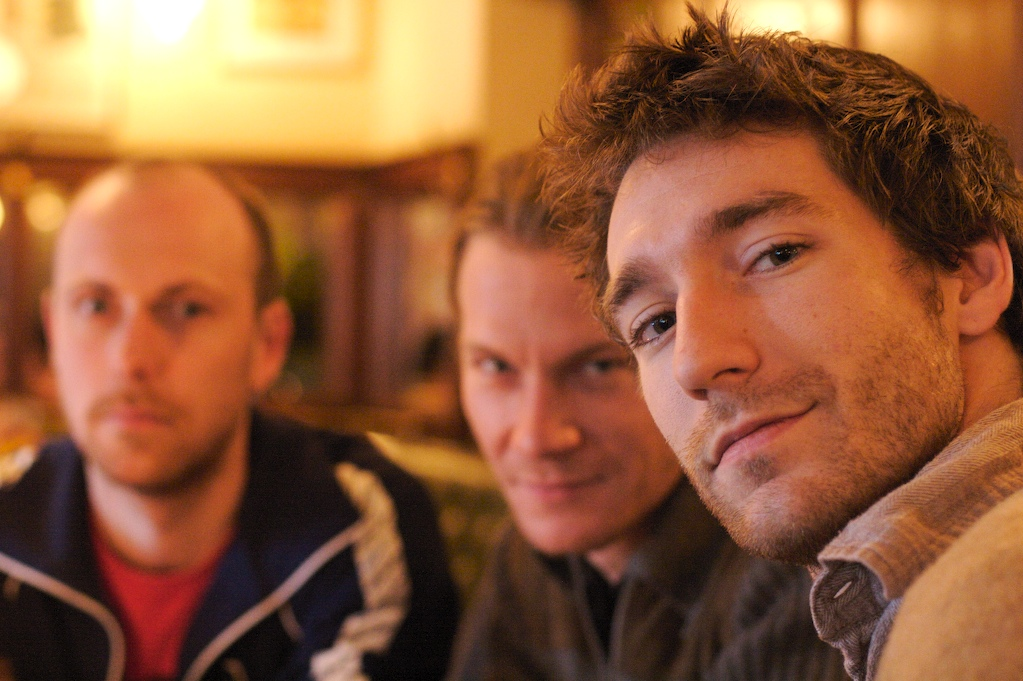
Storybox in 2007

Storybox is een Nederlandse band die bestaat uit de Utrechters Helge Slikker, Niels de Rooij, Oscar Buma en Frank Gorter.
Storybox ontstond in 2005. In dit jaar verzorgde de band de muziek bij de toneeluitvoering Vernon God Little door toneelgroep Huis aan de Amstel en nam hierbij ook een de ep Vernon Songs op. Na de voorstelling werd besloten om te gaan werken aan een album dat de theatrale manier van schrijven door zou zetten. Dit resulteerde in de cd A Fool's Attempt in 2006. Twee jaar later werd zanger Helge Slikker gebeld door producer Roger Bechirian.
Een week later ontmoeten ze elkaar Londen, waar tijdens een lunch wordt besloten dat Bechirian het album van Storybox zal gaan produceren. In mei 2008 vertrekt de volledige band naar het Engelse Lincolnshire om in The Chapel Studios te werken aan You Can Be Replaced.
Storybox heeft opgetreden op festivals, poppodia en in verschillende programma's op NPO Radio 1, NPO Radio 2 en NPO 3FM.

## Bezetting
- Helge Slikker — zang, piano, gitaar
- Niels de Rooij — bas, zang, synthesizer
- Oscar Buma — gitaar, banjo
- Frank Gorter — drums, percussie

## Discografie

### Albums
| Album met eventuele hitnotering(en) in de Nederlandse Album Top 100 | Datum van verschijnen | Datum van binnenkomst | Hoogste positie | Aantal weken | Opmerkingen |
| ------------------------------------------------------------------- | --------------------- | --------------------- | --------------- | ------------ | ----------- |
| You can be replaced                                                 | 2009                  | 04-04-2009            | 92              | 1            |             |

- Vernon Songs (2005)
  - Halleluja, Come In (zang: Lies Visschedijk), 28 To A Vehicle, Undercover Casanova, Valium, Lieve Heer (zang: Sylvia Poorta), Martirio, ‘t Mes, Taylor

- A Fool's Attempt (2006 Munich Records, geproduceerd door Jelle Kuiper)
  - The Thought We Had, I Wanna Know, Not Easy, Falling (With A Strange Delight), Anywhere, Everything Spoken, Lost, Come & Go, Tonight (zang: Lies Visschedijk), Our Little Home, Vernon.

- You Can Be Replaced (2009 Pias, geproduceerd door Roger Bechirian)
  - Subtle Sounds, High, Simple, Lovely, The Andersons, At Hello, Time Enough, Let's Go Back (And Stay Here), Happy Man, Paris At Night, I Can, A Brand New House